# Jiang Ranxin
Jiang Ranxin (n. 2 mai 2000, Fengxian District⁠(d), Shanghai, Republica Populară Chineză) este o trăgătoare de tir ce a reprezentat Republica Populară Chineză, medaliată olimpică. A participat la o ediție a Jocurilor Olimpice (2020) în care a câștigat o medalie de bronz.